# Baronía de las Pardiñas de Montevilla
La Baronía de las Pardiñas de Montevilla es un título nobiliario español creado el 2 de abril de 1643 por el rey Felipe IV a favor de Pablo Francés de Urritigoiti y Lerma, señor de Pardiñas de Montevilla, en Aragón.
El Título fue rehabilitado en 1923 por el rey Alfonso XIII, a favor de Jaime de Orbe y Vives de Cañamás, hijo de José María de Orbe y Gaytán de Ayala V marqués de Valde-Espina, I vizconde de Orbe y de María de los Dolores Vives de Cañamás, hija del conde de Faura.

## Barones de las Pardiñas de Montevilla
|                                 | Titular                              | Periodo                |
| Creación por Felipe IV          | Creación por Felipe IV               | Creación por Felipe IV |
| ------------------------------- | ------------------------------------ | ---------------------- |
| I                               | Pablo Francés de Urritigoiti y Lerma | 1643-                  |
| Rehabilitación por Alfonso XIII |                                      |                        |
| II                              | Jaime de Orbe y Vives de Cañamás     | 1923-1943              |
| III                             | Ignacio María de Orbe y Tuero        | 1943-1994              |
| IV                              | Asunción de Orbe y Sivatte           | 2008-actual titular    |

## Historia de los Barones de las Pardiñas de Montevilla
- Pablo Francés de Urritigoiti y Lerma, I Barón de las Pardiñas de Montevilla.

Rehabilitación en 1923 por:
- Jaime de Orbe y Vives de Cañamás (n. en 1884), II barón de las Pardiñas de Montevilla.

1. Casó con María de las Mercedes Tuero y Castro. Le sucedió su hijo:

- Ignacio María de Orbe y Tuero (1926-1994), III barón de las Pardiñas de Montevilla.

1. Casó con María de la Asunción de Sivatte y Algueró. Le sucedió su hija:

- Asunción de Orbe y Sivatte (n. en 1994), IV baronesa de las Pardiñas de Montevilla